# Росомаха
Росомахата (Gulo gulo), позната още като лакомец, е най-големият сухоземен вид от семейство Порови (Mustelidae). Тя е единственият представител на род Росомахи (Gulo). Съществуват три подвида – в Европа, Средна и Северна Азия – Gulo gulo gulo и северноамериканските G. g. luscus и G. g. vancouverensis.

## Външен вид
Дължината на тялото на росомахата е 76 – 86 cm, като при по-големите самци достига до 105 cm. Височината ѝ е 40 – 45 cm, а теглото – 11 – 19 кг. Опашката ѝ е пухкава, с дължина 18 – 23 cm. Краката ѝ са къси, като задните са по-дълги от предните, поради което гърбът ѝ е дъгообразно приведен напред. Стъпалата на росомахата са несъразмерно широки, което ѝ позволява да се придвижва по-лесно по снега. Зъбите ѝ са мощни и остри.
Космите ѝ са гъсти, дълги и груби. Цветът на кожата на росомахите е от светло до тъмно кафяв.

## Разпространение
Росомахата е не много широко разпространен вид в тайгата, лесотундрата и отчасти в тундрата в Евразия и Северна Америка. Тя обитава северните райони на Аляска, Канада, Сибир и Скандинавския полуостров.
Американският щат Мичиган традиционно носи названието „щатът на росомахите“ (Wolverine state), въпреки че росомахите там са изтребени. В миналото в Америка росомахите са били разпространени и в Калифорния и Скалистите планини, а в Европа – в Прибалтика.

## Начин на живот и хранене
За разлика от останалите Порови, росомахата е странстващо животно, чийто периметър на действие е около 1500 – 2000 km². Обикновено росомахите живеят сами, рядко се събират в групи от няколко животни.
Храни се основно с дребни животни, но има случаи, когато росомахи нападат много по-едри от тях животни.

## Размножаване
Бременността при росомахите продължава 10 месеца. Раждат по две-три малки през пролетта (март-април), които сучат два месеца.

## Леговище
Използва хралупи, храсти и дори празната коруба на друго животно. Понякога ляга свита на кълбо в снега под дърво. Пещерите са също идеално нейно убежище. Тя ловува денем и нощем и рядко, само при много лошо време, е в леговището си.

## Поведение
Росомахата е самотно животно. Тя може да е изключително агресивна към другите животни, особено ако се почувства заплашена. Известни природо-научни програми като National Geographic неведнъж са показвали в предаванията си, че тя умее да защитава плячката си от нападките на вълка и кафявата мечка. Тя не защитава територията си, но сигнализира присъствието си със секреция от аналните си жлези. Понякога рие земята с лапа, както правят и кучетата, и гризе кората на някои дървета.